# Světnovské údolí
Světnovské údolí je přírodní památka o rozloze 2,6 ha s meandrujícím Sklenským potokem, lemovaným dřevinami a loukami v rozsahu 620–640 m n. m. v Pohledeckoskalské vrchovině. Leží na katastrálním území obce Světnov v okrese Žďár nad Sázavou náležejícím do Kraje Vysočina v České republice.

## Předmět ochrany
Důvodem ochrany je aluvium meandrujícího Sklenského potoka, levostranného přítoku Stržského potoka. Podél potoka rostou olše, střemcha obecná, kalina obecná, krušina olšová, mezi keři lýkovec jedovatý, zimolez černý, růže převislá, v potoce žije mihule potoční, mřenka mramorovaná, vranka obecná.
Břehový porost bez zásahu, hnízdí zde např. střízlík obecný (Troglodytes troglodyte), navazující louky pravidelně sečeny, v lokalitě se výskytuje bledule jarní (Leucojum vernum), žluťucha orlíčkolistá (Thalictrum aquilegifolium), z motýlů vzácný bělopásek topolový (Limenitis populi), z hmyzu např. motýlice lesklá (Calopteryx splendens), z obojživelníků čolek horský (Ichthyosaura alpestris), skokan hnědý (Rana temporaria), ropucha obecná (Bufo bufo).
V rámci regionálního členění georeliéfu Česka se nachází v členité Pohledeckoskalské vrchovině. Geologické podloží tvoří migmatit až ortorula, ostrůvky pararuly a v hydrogeografické ose Sklenského potoka nivní sediment (hlína, písek a štěrk).
Přírodní památka je součástí chráněné krajinné oblasti Žďárské vrchy. Zvláště chráněné území je v péči Agentury ochrany přírody a krajiny ČR, Regionální pracoviště Správa CHKO Žďárské vrchy se sídlem ve Žďáru nad Sázavou.

## Přístup
Světnovské údolí dostupné z lesní zpevněné cesty odbočující ze silnice II/350 (úsek Cikháj – Světnov), nachází se pod lokalitou Na Žlebech, zhruba severovýchodně 1,3 km od kapličky v obci Světnov (turistická trasa zeleně značená v úseku Světnov – Český kopeček – Sklené).